# Laszkáry Gyula
Draskóczi és laszkári Laszkáry Gyula (Ipolynyék, 1839. október 11. – Budapest, 1912. december 20.) magyar földbirtokos, politikus, a dunáninneni evangélikus egyházkerület felügyelője, főrendiházi tag.

## Élete
1839-ben született régi nemesi családban. Szülei draskóczi és laszkáry Laszkáry Lajos (1806–1891) Hont vármegye főszolgabírója, majd főpénztárnoka és felső-szúdi Sembery Petronella voltak. Középiskolai tanulmányait Selmecbányán, később magántanulóként végezte, majd szintén magánúton jogot végzett Budapesten, tanárai Hunfalvy Pál és Csengery Antal voltak. Részt vett az 1858-59-es tüntetésekben, Forinyák Gézát, aki barátja volt, mellette lőtték agyon. Jelentős szerepet játszott a Hont vármegyei, a protestáns egyházak szabályozására kiadott császári pátens elleni mozgalomban. A katonai szolgálatot 1500 pengős váltságdíjjal tudta elkerülni. 1861-ben a Nógrád vármegyei Romhányba költözött és átvette anyai birtokának kezelését. Hamar bekapcsolódott a vármegye politikai életébe, a vármegyei törvényhatósági és a közigazgatási bizottság tagja, valamint a helyi szabadelvű párt egyik vezetője lett. A vármegye tiszteletbeli jegyzőjének is megválasztották. 1889-ben az evangélikus esperesség felügyelője lett, majd 1895-ben a dunáninneni evangélikus egyházkerület felügyelőjévé választották. Hivatalból tagja lett a magyar Főrendiháznak, ahol részt vett a közjogi, az igazoló, a törvénykezési és a pénzügyi bizottság munkájában, valamint tagja lett a királyi és országos közigazgatási fegyelmi bíróságnak is. A Baldácsy Antal által létrehozott protestáns alapítvány igazgató elnöke volt. 1912-ben halt meg, a romhányi családi sírboltban temették el.
1871-ben vette feleségül Tihanyi Borbálát (1848–1938), Tihanyi Ferenc valóságos belső titkos tanácsos lányát. Négy gyermekük született.